# Frano Vukoja
Frano Vukoja (Ljubotići, 10. svibnja 1949.) je hrvatski književnik i novinar iz BiH. 
Završio gimnaziju na Širokom Brijegu, studirao na Ekonomskom fakultetu u Zagrebu. Glavni i odgovorni urednik mjesečnika Zapad (Široki Brijeg).
Trenutačno je zamjenik glavnog urednika Večernjeg lista BiH za koji piše kolumnu Herc-iskrice.

## Djela
(popis nepotpun)
- Između redova (aforizmi, 1987.)
- Foraizmi (aforizmi, 1988.)
- Široki osmijeh - humoristična kronika Širokog brijega (kronika, 1996.)
- Jesenje lišće (roman, 2012.)[2]